# How Old Are You?
How Old Are You? е музикален инструментален сингъл на Дон Мико от 1984 г., който завладява повсеместно дискотеките в средата на 1980-те години. Има немалко ремикси.

## Музика
- ((en)) MIKO MISSION – HOW OLD ARE YOU
- ((en)) Miko Mission – How Old Are You? 12" Swedish Remix